# Miguel Anxo Bastos
Miguel Anxo Bastos   (Vigo, 12 d'agost de 1967) és un professor universitari, intel·lectual, economista, politòleg, conferenciant i escriptor espanyol de caràcter nacionalista i independentista gallec, vinculat ideològicament amb els postulats de l'Escola Austríaca d'Economia i les corrents filosòfiques i polítiques del liberalisme i anarcocapitalisme.